# Košarkaška liga Srbije
Košarkaška liga Srbije je srpska košarkaška liga. Prije raspada Srbije i Crne Gore 2006., liga je sačinjavala i klubove iz Crne Gore, a od sezone 2006./07. u ligi nastupaju samo klubovi iz Srbije.

## Format natjecanja
Liga se natjecateljski sastoji od tri dijela:
- Košarkaška liga Srbije – 16 klubova igra dvokružnu ligu, a najuspješnije momčadi se plasiraju u
- Superligu, u koju ulaze i momčadi koju su sezonu igrale u ABA ligi, ukupno osam momčadi
- doigravanje (play-off)  – ulaze četiri najuspješnije momčadi iz Superlige

## Klubovi
Sudionici u sezoni 2024./25.
- BKK Radnički – Beograd
- Borac Mozzart - Čačak*
- Crvena zvezda Meridianbet – Beograd *
- Čačak 94 Quantox – Čačak
- Dynamic Balkan Bet – Beograd
- FMP Soccerbet – Beograd*
- Joker – Sombor
- Mega MIS – Beograd *
- Metalac – Valjevo
- Mladost MaxBet – Beograd / Zemun
- Mladost SP – Smederevska Palanka
- Novi Pazar – Novi Pazar
- OKK Beograd – Beograd
- Partizan Mozzart Bet – Beograd *
- Sloboda – Užice
- Sloga – Kraljevo
- Spartak Office Shoes – Subotica*
- SPD Radnički - Kragujevac
- Tamiš – Pančevo
- Vojvodina mts – Novi Sad
- Vršac Meridianbet – Vršac
- Zlatibor Gold Gondola – Čajetina

 * klubovi članovi ABA lige, uključuju se u Superligi 

## Povijest natjecanja
Od 2006./07. liga često ima i sponzorsko ime, pa se dosad zvala i:
- Sinalco Košarkaška liga Srbije (2006. – 2007.)
- Swissilon Košarkaška liga Srbije (2007. – 2009.)
- Košarkaška liga Srbije (2010. – 2011.)
- Agroživ Košarkaška liga Srbije (2011. – 2013.)
- Košarkaška liga Srbije (2013. – 2016.)
- Mozzart Košarkaška liga Srbije (2016. – 2019.)
- Admiralbet Košarkaška liga Srbije (2021. – 2025.)
- Meridianbet Košarkaška liga Srbije (2025. – )

### Prvaci i doprvaci lige (doigravanje)
| 2006./07. | Partizan Beograd                         | 3-1                                      | Crvena zvezda Beograd                    |                                          |                                          |
| 2007./08. | Partizan Igokea Beograd                  | 3-1                                      | Hemofarm STADA Vršac                     |                                          |                                          |
| 2008./09. | Partizan Beograd                         | 3-2                                      | Crvena zvezda Beograd                    |                                          |                                          |
| 2009./10. | Partizan Beograd                         | 3-1                                      | Hemofarm STADA Vršac                     |                                          |                                          |
| 2010./11. | Partizan mt:s Beograd                    | 3-0                                      | Hemofarm STADA Vršac                     |                                          |                                          |
| 2011./12. | Partizan mt:s Beograd                    | 3-1                                      | Crvena zvezda DIVA Beograd               |                                          |                                          |
| 2012./13. | Partizan mt:s Beograd                    | 3-1                                      | Crvena zvezda Telekom Beograd            |                                          |                                          |
| 2013./14. | Partizan NIS Beograd                     | 3-1                                      | Crvena zvezda Telekom Beograd            |                                          |                                          |
| 2014./15. | Crvena zvezda Telekom Beograd            | 3-0                                      | Partizan NIS Beograd                     |                                          |                                          |
| 2015./16. | Crvena zvezda Telekom Beograd            | 3-1                                      | Partizan NIS Beograd                     |                                          |                                          |
| 2016./17. | Crvena zvezda mts                        | 3-0                                      | FMP                                      |                                          |                                          |
| 2017./18. | Crvena zvezda mts                        | 3-0                                      | FMP                                      |                                          |                                          |
| 2018./19. | Crvena zvezda mts                        | 3-1                                      | Partizan NIS                             |                                          |                                          |
| 2019./20. | Otkazano zbog pandemije bolesti COVID-19 | Otkazano zbog pandemije bolesti COVID-19 | Otkazano zbog pandemije bolesti COVID-19 | Otkazano zbog pandemije bolesti COVID-19 | Otkazano zbog pandemije bolesti COVID-19 |
| 2020./21. | Crvena zvezda mts                        | 2-1                                      | Mega Soccerbet                           |                                          |                                          |
| 2021./22. | Crvena zvezda mts                        | 2-0                                      | FMP Meridian]]                           |                                          |                                          |
| 2022./23. | Crvena zvezda mts                        | 2-0                                      | FMP Soccerbet]]                          |                                          |                                          |
| 2023./24. | Crvena zvezda mts                        | 2-0                                      | Partizan Mozzart Bet]]                   |                                          |                                          |
| 2024./25. | Partizan Mozzart Bet                     | 2-0                                      | Spartak Subotica]]                       |                                          |                                          |

#### Vječna ljestvica
| klub                  | prvak | doprvak |
| --------------------- | ----- | ------- |
| Crvena zvezda Beograd | 9     | 5       |
| Partizan Beograd      | 9     | 4       |
| FMP                   |       | 4       |
| Vršac                 |       | 3       |
| Mega                  |       | 1       |
| Spartak               |       | 1       |

### Ligaški dio
| sezona    | klubova | KLS                          | Superliga                                                  |
| --------- | ------- | ---------------------------- | ---------------------------------------------------------- |
| 2006./07. | 16      | Vojvodina Srbijagas Novi Sad | Hemofarm Vršac                                             |
| 2007./08. | 16      | Lions Vršac                  | Partizan Igokea Beograd                                    |
| 2008./09. | 19      | Lions Vršac                  | Partizan Beograd (A) Crvena zvezda Beograd (B)             |
| 2009./10. | 19      | Borac Čačak                  | Partizan Beograd                                           |
| 2010./11. | 18      | FMP Železnik Beograd         | Partizan mt:s Beograd                                      |
| 2011./12. | 18      | Vojvodina Srbijagas Novi Sad | Partizan mt:s Beograd                                      |
| 2012./13. | 17      | Vojvodina Srbijagas Novi Sad | Partizan mt:s Beograd                                      |
| 2013./14. | 18      | FMP Beograd                  | Partizan NIS Beograd                                       |
| 2014./15. | 16      | FMP Beograd                  | Crvena zvezda Telekom Beograd                              |
| 2015./16. | 18      | FMP Beograd                  | Crvena zvezda Telekom Beograd (A) Partizan NIS Beograd (B) |

 u sezonama 2008./09. i 2015./16. Superliga se igra u dvije skupine 

## Poveznice
- Prva liga Srbije i Crne Gore u košarci
- Prvenstvo Jugoslavije u košarci
- ABA liga
- Euroliga
- Kup Radivoja Koraća

## Vanjske poveznice
- službene stranice
- srbijasport.net – košarka muškarci